# Psilocerea rutila
Psilocerea rutila là một loài bướm đêm trong họ Geometridae.